# 28 Gwardyjski Korpus Strzelecki
28 Gwardyjski Korpus Strzelecki (ros. 28-й гвардейский стрелковый корпус) – związek taktyczny piechoty Armii Czerwonej.
Korpus powstał w 1943, na bazie 15 Korpusu Strzeleckiego. Jego szlak bojowy prowadził z Odessy na ziemie polskie, gdzie toczył boje przeciw armii niemieckiej m.in. na przyczóku warecko-magnuszewskim, oraz brał udział w walkach o zdobycie Lublina, Łodzi, 
i Poznania.
Następnie 28 Gwardyjski Korpus Strzelecki uczestniczył w operacji berlińskiej, wchodząc w skład 8 Gwardyjskiej Armii.

## Dowódcy korpusu
- gen. por. Stiepan Gurjew (17.04.1943 - 29.12.1943)
- płk Piotr Zaliziuk (30.12.1943 - 18.01.1944)
- gen. mjr Dmitrij Monachow (19.01.1944 - 17.02.1944)
- gen. mjr Stiepan Morozow (18.02.1944 - 09.07.1944)
- gen. por. Aleksandr Ryżow (10.07.1944 - 09.05.1945)[1]

## Struktura organizacyjna
Stan w latach 1944-1945:
- 39 Gwardyjska Dywizja Strzelecka, dowódca: gen. Efim Marczenko
- 79 Gwardyjska Dywizja Strzelecka, dowódca: gen. mjr Leonid Wagin
- 88 Gwardyjska Dywizja Strzelecka, dowódca: gen. Borys Pankow